# Mike Moh

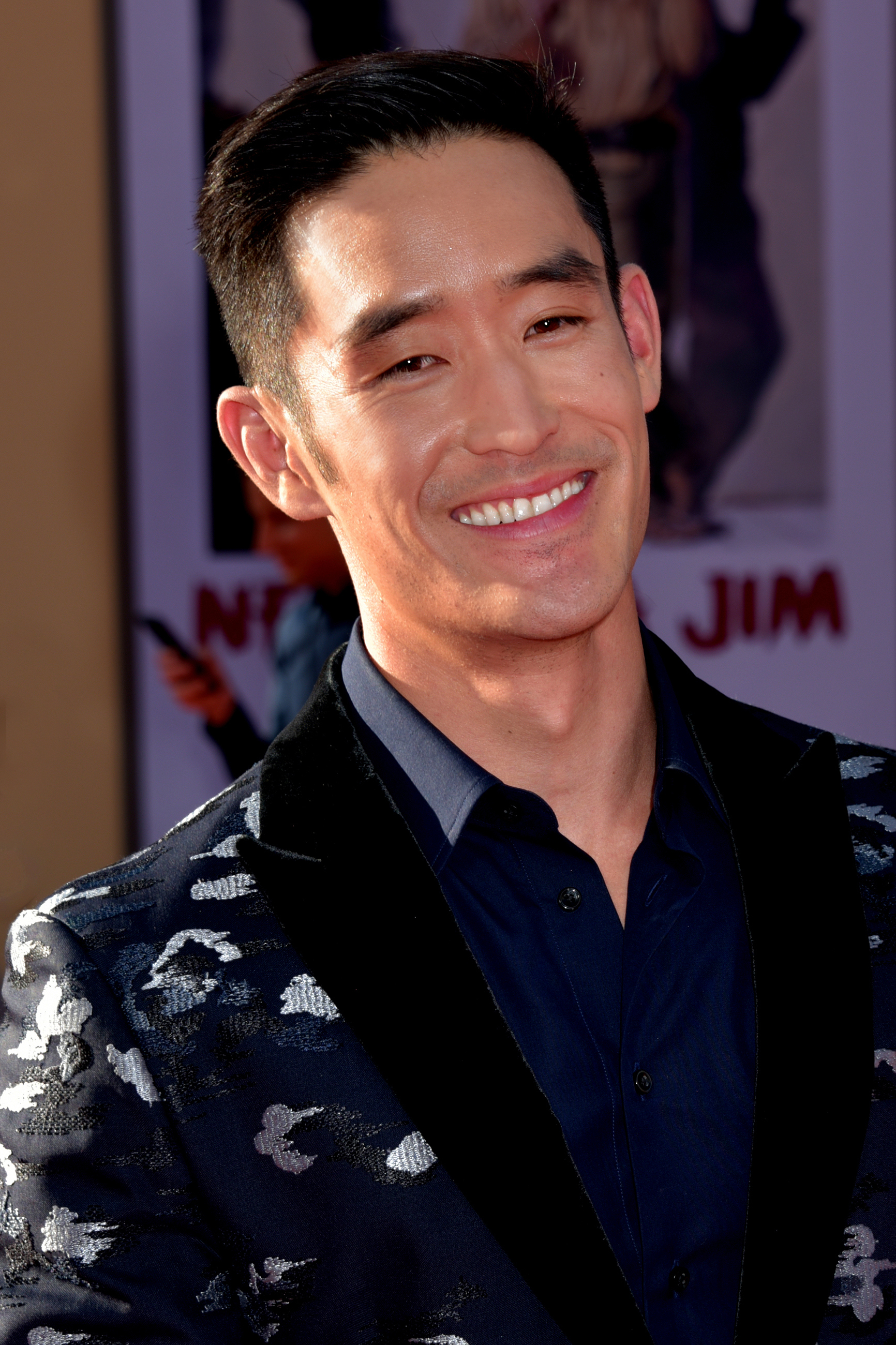
Mike Moh (2019)

Michael „Mike“ Moh (* 19. August 1983 in Atlanta, Georgia) ist ein US-amerikanischer Schauspieler, Stuntman und Kampfkünstler.

## Leben
Mike Moh wurde in der Stadt Atlanta, im US-Bundesstaat Georgia, geboren. Sein Vater leistete eine Zeit lang Wehrdienst in der Südkoreanischen Armee, wo er etwa auch an der Nahkampf-Ausbildung der Soldaten beteiligt war. Die Familie zog später nach St. Paul, im US-Bundesstaat Minnesota, wo Moh die High School und später auch die University of Minnesota besuchte. Er schloss sie mit einem Bachelor in Marketing ab, entschied sich dann allerdings für eine Karriere im Showgeschäft.
Inspiriert wurde er vor allem durch Jackie Chan, mit dem er als Stuntman zusammen an dem Film Rob-B-Hood aus dem Jahr 2006 arbeitete, als er einige Zeit in Hongkong lebte. Später zog er nach Los Angeles, wo er zunächst für Werbespots gebucht wurde, bevor er erste Gastrollen in US-Serien wie Dr. House, 2 Broke Girls, Perception, Castle oder True Blood erhielt. Nach rund einem Jahrzehnt in Los Angeles zog Moh mit seiner Familie nach Waunakee in Wisconsin. 2013 eröffnete er dort eine Kampfschule namens Moh’s Martial Arts.
2014 war Moh in der Mini-Webserie Street Fighter: Assassin’s Fist in der Rolle des Ryu zu sehen, die auf der populären Street-Fighter-Spieleserie basiert. Von 2015 bis 2017 war er wiederkehrend als Steve Cho in der Serie Empire zu sehen. 2018 folgte eine Nebenrolle in der kurzlebigen Serie Marvel’s Inhumans. Im Frühjahr 2019 übernahm er in Quentin Tarantinos Drama-Krimi-Verfilmung Once Upon a Time in Hollywood die Rolle der Martial-Arts-Ikone Bruce Lee.
Moh ist Träger des Schwarzen Gürtels in der Kampfsportart Taekwondo. In einer Taekwondoschule lernte er auch seine heutige Ehefrau Richelle Kondratowicz-Moh kennen. Gemeinsam sind sie Eltern von zwei Söhnen und einer Tochter.

## Filmografie (Auswahl)
- 2006: Rob-B-Hood
- 2009: Greenside (Kurzfilm)
- 2009–2010: Kamen Rider: Dragon Knight (Fernsehserie, 17 Episoden)
- 2011: Dr. House (Fernsehserie, Episode 7x14)
- 2011: Where the Road Meets the Sun
- 2011: 2 Broke Girls (Fernsehserie, Episode 1x04)
- 2012: The Johnnies (Fernsehserie, 4 Episoden)
- 2013: Supah Ninjas (Fernsehserie, 8 Episoden)
- 2013: Perception (Fernsehserie, Episode 2x05)
- 2014: Castle (Fernsehserie, Episode 6x18)
- 2014: Street Fighter: Assassin’s Fist (Miniserie, 9 Episoden)
- 2014: School Dance
- 2014: True Blood (Fernsehserie, Episode 7x03)
- 2015–2017: Empire (Fernsehserie, 9 Episoden)
- 2016: Street Fighter: Resurrection (Miniserie, 4 Episoden)
- 2017: Marvel’s Inhumans (Fernsehserie, 3 Episoden)
- 2019: Once Upon a Time in Hollywood
- 2019: Killerman
- 2021: Boogie
- 2023: Ghosted